# Passiflora palmeri
Passiflora palmeri là một loài thực vật có hoa trong họ Lạc tiên. Loài này được Rose mô tả khoa học đầu tiên năm 1892.